# Filmsociologi
Filmsociologi er studiet af film med brug af sociologisk teori og metode. Undersøgelserne kan behandle filmene på mange måder. Film som kunstprodukter kan empirisk analyseres med det formål at udlede noget om filmproduktion eller filmsystemer, men undersøgelsen kan også fokusere filmenes portrættering af sociale forhold. Ydermere kan receptionen af film og films indvirkning i populærkulturen diskuteres.
Metodisk opererer filmsociologien blandt andet med med indholds-, genre- og receptionsanalyser, som det for eksempel gør sig gældende i Bülent Diken og Carsten Bakke Laustsens bog Sociology Through the Projector (2008), hvor filmgenrernes indhold, konflikter og tematikker studeres som udtryk for sociale normer og det sociale liv.